# Leif Lampater
Leif Lampater (Waiblingen, 22 december 1982) is een Duits wielrenner, vooral actief in het baanwielrennen. 
Lampater begon zijn carrière als lid van het Duitse team op de ploegenachtervolging. Bij de junioren werd hij samen met Marc Altmann, Christian Müller en Daniel Schlegel derde op het EK 2002. Ook bij de elite bleef hij deel uitmaken van het Duidse team. Zo werd hij aan de zijde van Robert Bartko, Guido Fulst en Christian Lademann vierde op de Olympische Spelen. Ze waren net geen twee seconden trager dan Spanje dat brons veroverde. Hij bleef lid van het team tot en met het WK 2007, toen werd duidelijk dat Duitsland de Olympische Spelen 2008 zou missen.
Zijn eerste zesdaagse reed Lampater begin 2004 samen met Thorsten Rund, in Berlijn werden ze 15de. In 2006 won hij in Stuttgart samen met Guido Fulst en Robert Bartko zijn eerste zesdaagse. Sinds het seizoen 2006-2007 behoort Lampater tot de absolute top in de zesdaagsewereld: zo won hij o.a. de zesdaagsen van Rotterdam, Dortmund, Bremen en Gent. Dit aan de zijde van sterren als Erik Zabel, Wim Stroetinga en Jasper De Buyst. 
Eind 2015 maakte Lampater bekend dat hij na bijna acht jaar zijn terugkeer maakt in het Duitse team op de ploegenachtervolging. Dit met oog op kwalificatie en deelname aan Olympische Spelen 2016. Zijn eerste internationale wedstrijd reed hij tijdens de wereldbeker van het Nieuw-Zeelandse Cambridge.

## Overwinningen

### Zesdaagse
| Nr. | Jaar | Zesdaagse van | Samen met                    |
| --- | ---- | ------------- | ---------------------------- |
| 1   | 2006 | Stuttgart     | Guido Fulst en Robert Bartko |
| 2   | 2007 | Berlijn       | Guido Fulst                  |
| 3   | 2008 | Rotterdam     | Danny Stam                   |
| 4   | 2008 | Stuttgart     | Iljo Keisse en Robert Bartko |
| 5   | 2008 | Dortmund      | Erik Zabel                   |
| 6   | 2009 | Bremen        | Erik Zabel                   |
| 7   | 2013 | Gent          | Jasper De Buyst              |
| 8   | 2014 | Bremen        | Wim Stroetinga               |
| 9   | 2015 | Berlijn       | Marcel Kalz                  |

### Baanwielrennen
| Jaar     | DK                                                            | EK                   | WK       | OS       | WB | Overig                                               |
| Beloften | Beloften                                                      | Beloften             | Beloften | Beloften | Beloften                                                                                               | Beloften                                             |
| -------- | ------------------------------------------------------------- | -------------------- | -------- | -------- | --- | ---------------------------------------------------- |
| 2002     |                                                               | ploegenachtervolging |          |          | |                                                      |
| Elites   |                                                               |                      |          |          | |                                                      |
| 2001     | ploegenachtervolging                                          |                      |          |          | |                                                      |
| 2002     |                                                               |                      |          |          | |                                                      |
| 2003     | ploegenachtervolging                                          |                      |          |          | Sydney: · ploegenachtervolging                                                                         |                                                      |
| 2004     |                                                               |                      |          |          | Sydney: · ploegenachtervolging · Los Angeles: · ploegkoers · ploegenachtervolging                      |                                                      |
| 2005     | ploegenachtervolging · ploegkoers                             |                      |          |          | Manchester I: · ploegkoers · ploegenachtervolging · Moskou: · ploegkoers · Manchester II: · ploegkoers |                                                      |
| 2006     | achtervolging · ploegenachtervolging                          |                      |          |          | Moskou: · ploegenachtervolging                                                                         |                                                      |
| 2007     |                                                               |                      |          |          | |                                                      |
| 2008     | ploegenachtervolging · ploegkoers                             |                      |          |          | |                                                      |
| 2009     | ploegenachtervolging · ploegkoers                             |                      |          |          | |                                                      |
| 2010     | ploegkoers · ploegenachtervolging                             |                      |          |          | |                                                      |
| 2011     |                                                               |                      |          |          | |                                                      |
| 2012     | ploegenachtervolging · ploegkoers                             |                      |          |          | |                                                      |
| 2013     | ploegkoers · ploegenachtervolging · puntenkoers · ploegsprint |                      |          |          | | Drei Bahnen Tournee: ploegkoers Melbrone: ploegkoers |
| 2014     | ploegkoers · achtervolging                                    |                      |          |          | | Singen: puntenkoers                                  |
| 2015     | achtervolging · ploegkoers                                    |                      |          |          | Camebridge: · ploegenachtervolging                                                                     | Oerlikon: afvalling                                  |
| 2016     | ploegenachtervolging · omnium                                 |                      |          |          | |                                                      |
| 2017     | omnium · ploegenachtervolging                                 |                      |          |          | |                                                      |
| 2018     | ploegenachtervolging · scratch                                |                      |          |          | |                                                      |

Beyer · Frahm · Groß · Haller · Hollmann · Lampater · Liß · Nolde · Reinhardt · Reutter · Rohde · Schomber · Treubel · Tschernoster · Weinstein